# Roger Establet
Roger Establet, né en 1938, est un sociologue français spécialiste de l'éducation.

## Biographie
Après le lycée Masséna à Nice, il intègre les classes préparatoires au lycée Louis-le-Grand. En 1959, il réussit le concours de l'École normale supérieure, et devient élève de Louis Althusser. Après l'agrégation de philosophie (1962), il participe au projet marxiste d'Althusser, en contribuant au collectif Lire le Capital en 1965, mais surtout en s'orientant vers la sociologie. Il étudie la méthode statistique et devient l'assistant de Georges Gurvitch, mais celui-ci décède en décembre 1965. 
Il soutiendra finalement sa thèse de doctorat dans cette discipline, sous la direction de Michel Verret à l'université de Nantes en 1984 (La rentabilité sociale différentielle de la scolarisation).
Professeur émérite à l'Université de Provence, il a publié depuis les années 1970, souvent en collaboration avec son condisciple Christian Baudelot, plusieurs ouvrages sur l'éducation, l'école et la scolarité.
Roger Establet vit depuis quelques décennies dans un village à côté d'Aix-en-Provence.

## Publications
- avec Christian Baudelot, L'École capitaliste en France, Paris, Maspero, 1971.
- avec Christian Baudelot et Jacques Toiser, La Petite Bourgeoisie en France, Paris, Maspero, 1974.
- avec Christian Baudelot, L'école primaire divise, Paris, Maspero, 1975.
- avec Christian Baudelot et Jacques Toiser, Qui travaille pour qui ?, Paris, Maspero, 1979.
- avec Christian Baudelot, Durkheim et le Suicide, Paris, PUF, « Philosophies », 1984 ; nouvelle version, 2007.
- avec Christian Baudelot, Le niveau monte, Paris, Le Seuil, 1989[3].
- avec Christian Baudelot, Allez les filles, Paris, Le Seuil, 1992 ; nouvelle version, 2006.
- avec Christian Baudelot, Maurice Halbwachs Consommation et Société, Paris, PUF, « Philosophies », 1994.
- L'école est-elle rentable ?, Paris, PUF, 1997.
- Comment peut-on être Français ?, Paris, Fayard, 1997.
- avec Christian Baudelot, Avoir 30 ans, en 1968 et 1998, Paris, Éditions du Seuil, 2000.
- avec Jean-Luc Fauguet, Georges Felouzis, Sylviane Feuilladieu, Pierre Vergès, Radiographie du peuple lycéen. Pour changer le lycée, Paris, ESF éditeur, 2005.
- avec Christian Baudelot, Suicide, l'envers de notre monde, Paris, Éditions du Seuil, 2006[4],[5].
- avec Christian Baudelot, Quoi de neuf chez les filles ? Entre stéréotypes et libertés, Paris, Nathan, 2007.
- avec Louis Althusser, Étienne Balibar, Pierre Macherey, Jacques Rancière, Lire Le Capital, Paris, PUF, nouvelle version 2008.
- avec Christian Baudelot, L’Élitisme républicain. L’École française à l’épreuve des comparaisons internationales, La République des idées / Seuil, 2009[6].
- avec Jean Marchi, Un philosophe en Corse, Ajaccio, Albania, 2012.
- (Traduction et postface) Francesco Susi, École et démocratie en Italie : de l'unité à la fin du XXe siècle, Paris, L'Harmattan, 2015.